# Claudio Caniggia
Claudio Paul Caniggia (ur. 9 stycznia 1967 w Henderson, Buenos Aires) – argentyński piłkarz który grał na pozycji napastnika. W latach 1987–2002 reprezentant Argentyny z którą zdobył wicemistrzostwo świata 1990, złoty medal Copa América 1991, brązowy medal Copa América 1989 i złoty medal Pucharu Konfederacji 1992.

## Kariera klubowa
Piłkarz jest wychowankiem River Plate w którym zadebiutował 1985 roku.
Już w pierwszym sezonie gry dla Los Millonarios, zdobył z klubem cztery najważniejsze trofea – mistrzostwo Argentyny, Copa Libertadores, Copa Interamericana oraz Puchar Interkontynentalny. W 1988 roku przeniósł się do Europy, zostając piłkarzem włoskiego Hellasu Werona. Dla klubu grał tylko przez rok, szybko przenosząc się do słabszej Atalanty Bergamo, gdzie stał się wiodącym zawodnikiem, doprowadzając klub do ćwierćfinału Pucharu UEFA 1990/91. W 1992 roku przeniósł się do stołecznej AS Romy. W Wiecznym Mieście jego forma znacznie osłabła. Zawodnik zatracił się w wirze nocnego życia, czego efektem była trzynastomiesięczna dyskwalifikacja po wykryciu w organizmie zawodnika kokainy. Do zawodowego futbolu wrócił na Mistrzostwach Świata 1994.
Po turnieju został piłkarzem SL Benfiki, gdzie spędził zaledwie sezon – rozgrywając dla klubu 23 spotkania, w których zdobył 8 goli. Latem 1995 roku, Argentyńczyk wrócił do macierzystej ligi, zostając zawodnikiem Boca Juniors, gdzie bez większych sukcesów do roku końca 1998 roku. Pobyt w Xeneizes zakłóciło samobójstw jego matki we wrześniu 1996 roku. Piłkarz pauzował przez cały sezon 1996/97, w kolejnym grał mało, przez co nie znalazł się w kadrze Argentyny na Mistrzostwa Świata 1998. W sezonie 1999/2000 wrócił na rok do Atalanty Bergamo, która wówczas grała w Serie B. Z klubu odszedł skłócony z trenerem Giovannim Vavassorim.
Końcowe lata kariery spędził w lidze szkockiej, gdzie grał dla zespołów Dundee FC i Glasgow Rangers, z którym zdobył Mistrzostwo Szkocji, dwa Puchary Szkocji oraz dwa Puchary Ligi Szkockiej.
Ostatnim klubem w karierze piłkarza był katarski Qatar S.C, gdzie zakończył karierę w wieku 37 lat.

## Kariera reprezentacyjna
Caniggia zadebiutował w reprezentacji Argentyny w 1987 roku, w spotkaniu przeciwko Włochom. Niedługo później został włączony do kadry na Copa America 1987.
Na Mistrzostwach Świata 1990 był liderem reprezentacji Albicelestes, z którą zdobył srebrny medal. Na turnieju zdobył dwie bramki – w spotkaniu 1/8 finału z Brazylią (1:0) oraz w półfinale z Włochami (1:1, p.k 4:5). W finałowym spotkaniu piłkarz nie zagrał, wskutek otrzymania żółtej kartki w półfinałowym spotkaniu.
Na Mistrzostwa Świata 1994 udał się krótko, po zakończeniu okresu zawieszenia. Na turnieju rozegrał trzy spotkania w których zdobył dwa golę, oba w grupowym spotkaniu przeciwko Nigerii (1:2). Piłkarz nie został powołania na mundial w 1998 roku.
Cztery lata później, został sensacyjnie włączony przez Marcelo Bielsę do kadry Argentyny na Mistrzostwa Świata 2002. Na turnieju nie zagrał ani minuty, mimo to, jako rezerwowy, został ukarany czerwoną kartką za kierowanie przekleństw do sędziego Ali Bujsaimi, podczas ostatniego meczu grupowego z reprezentacją Szwecji (1:1).
Trzykrotny uczestnik turniejów Copa America (1987, brązowy medal 1989, złoty medal 1991), zwycięzca Pucharu Konfederacji 1992.
Łącznie w reprezentacji Argentyny rozegrał 50 spotkań i zdobył 16 goli.

## Styl gry
W trakcie kariery Argentyńczyk znany był z niebywałego przyśpieszenia, dryblingu oraz świetnej kontroli piłki. Jako młodzieniec trenował lekkoatletykę – skakał w dal oraz biegał na 100 i 200 metrów – dzięki czemu zyskał sobie przydomek „El Hijo del Viento” (Syn Wiatru)
W trakcie Mistrzostw Świata 1990, w spotkaniu z Kamerunem, Cannigia wykonał niezapomnianą akcję. W 89 minucie spotkania, piłkarz przejął piłkę przed polem karnym po czym, w szaleńczym biegu, minął dwóch kolejnych defensorów „Nieposkromionych Lwów”, akcję zakończył brutalny faul Benjamina Massinga, za który otrzymał czerwoną kartkę.
W reprezentacji Albicelestes i Boca Juniors, zawodnik tworzył duet z Diego Maradoną. Znakiem firmowym współpracy była akcja bramkowa przeprowadzona w trakcie spotkania 1/8 finału Mistrzostw Świata 1990, przeciwko Brazylii. W jej trakcie Maradona przejął piłkę w środku pola, skupiając na sobie uwagę obrońców Canarinhos, po czym podał do niekrytego Cannigi, który wyminął bramkarza i trafił do pustej bramki.

## Sukcesy

### Klubowe
River Plate
- Primera División: 1985–86
- Copa Libertadores: 1986
- Puchar Interkontynetalny: 1986
- Copa Interamericana: 1986

Rangers
- Scottish Premier League: 2002/03
- Puchar Szkocji: 2001/02, 2002/03
- Puchar Ligi Szkockiej: 2001/02, 2002/03

Qatar SC
- Puchar Kataru: 2003/04

### Reprezentacyjne
Argentyna
- Copa América: 1991
- Puchar Konfederacji: 1992
- Srebrny medal Mistrzostw Świata: 1990